# 2023년 벤쿠버 국제 영화제
2023 밴쿠버 국제 영화제(2023 Vancouver International Film Festival)는 밴쿠버 국제 영화제 사상 42번째 행사로서 2023년 9월 28일부터 10월 8일까지 개최됐다.

## 수상
캐나다 영화상 심사위원상 수상자는 10월 5일 발표됐다. 뱅가드상 수상자는 10월 8일, 관객상 수상자는 10월 12일 발표됐다.
고레에다 히로카즈의 괴물 (2023년 영화)이 관객상을 받았다.